# راتنج البولي أستر
راتنج البولي أستر (بالإنجليزية: Polyester resin)‏يعتبر أحد أنواع الراتنجات المتصلدة بالحرارة.

## تحضيره
يتم تحضيره من تفاعل مع حامض غير مشبع ثنائي القاعدة ويشترط أن يمتلك أحد المونوميرين أو كليهما على رابطة مضاعفة في تركيبه،وبعد تكون البوليمر الخطي يمزج مع مونومير فنيل فعال مثل الستايرين بالإضافة إلى عامل مساعد يتكسر إلى شقوق حرة وبهذا تتم بلمرة مونومير الفنيل مع الروابط المزدوجة على طول سلسلة البوليمر وبذلك يتكون البولي أستر.

## الخواص
يمتلك راتنج البولي أستر خواص حرارية جيدة إذ يتحمل الحرارة العالية(بالنسبة للراتنجات) وحتى 260°مئوية ولكنه يعاني تفككاً تلقائياً عند درجة حرارة تقارب(300°مئوية ) حتى بعدم وجود الأوكسجين. وكذلك يمتاز بمقاومة كهربائية ممتازة ومقاومة كيمياوية للمذيبات والأحماض والأملاح ومقاوم للبلى والتأثيرات البيئية ،بالإضافة لكونه قليل الكلفة ولكنه يتصف بالضعف والهشاشية.

## الاستخدامات
يضاف البولي أستر إلى الألياف الزجاجية لصناعة هياكل القوالب ومكونات أجسام الطائرات والسيارات وغيرها من الصناعات .